# Chiesa di San Giovanni Battista (Acquasanta Terme)
La chiesa di San Giovanni Battista è la parrocchiale di Acquasanta Terme, in provincia e diocesi di Ascoli Piceno; fa parte della vicaria di Acquasanta.

## Storia
La prima citazione di una chiesa dedicata a San Giovanni Battista situata ad Acquasanta Terme risale al 1039. L'attuale parrocchiale venne costruita nel XIII secolo. Da un documento datato 1580 s'apprende che questo edificio era lungo 14,50 metri e largo 7; tra il 1583 ed il 1589 fu eretto il campanile. Tra il 1656 ed il 1697 vennero rifatto il tetto e modificati il fonte battesimale e la sacrestia e, nel XVIII secolo, la chiesa fu decorata e si edificò l'abside. Nel 1811 il campanile cinquecentesco fu abbattuto e al suo posto sorse quello attuale, dotato di tre campane. Nel 1880 venne realizzata la cantoria e nel 1886 collocato l'organo. Tra il 1894 e il 1908 si posò un nuovo pavimento in pietra bianca e rosa, si costruì il nuovo altare maggiore e si realizzarono una balaustra in pietra bianca ed un cancelletto in ferro nel presbiterio. Inoltre, durante questi lavori fu modificata la facciata. Nel frattempo, il 16 settembre 1895, la parrocchiale era stata consacrata. Nel 1923 il pavimento fu nuovamente rifatto in graniglia, per poi essere sostituito da quello attuale in cotto verso il 1980. Infine, tra il 2010 ed il 2014 vennero rifatti il tetto e le grondaie.